# Jennifer Valente
Jennifer Valente (San Diego, 24 de dezembro de 1994) é uma ciclista estadounidense que compete nas modalidades de pista, especialista nas provas perseguição, e rota.
Participou nos Jogos Olímpicos de Verão de 2016, obtendo uma medalha de prata na prova de perseguição por equipas (junto com Sarah Hammer, Kelly Catlin e Chloé Dygert). Conquistou duas medalhas em Tóquio 2020, entre as quais uma de bronze na perseguição por equipes e uma de ouro no omnium.
Ganhou nove medalhas no Campeonato Mundial de Ciclismo em Pista entre os anos 2015 e 2020. Valente competiu nos Jogos Pan-Americanos de 2015.

## Medalhas em competições internacionais
| Jogos Olímpicos    | Jogos Olímpicos           | Jogos Olímpicos   | Jogos Olímpicos         |
| Ano                | Lugar                     | Medalha           | Competição              |
| ------------------ | ------------------------- | ----------------- | ----------------------- |
| 2016               | Rio de Janeiro (Brasil)   | Medalha de prata  | Perseguição por equipas |
| Campeonato Mundial |                           |                   |                         |
| Ano                | Lugar                     | Medalha           | Competição              |
| 2015               | Saint-Quentin (França)    | Medalha de prata  | Perseguição individual  |
| 2016               | Londres (Reino Unido)     | Medalha de ouro   | Perseguição por equipas |
| 2017               | Hong Kong (China)         | Medalha de ouro   | Perseguição por equipas |
| 2018               | Apeldoorn (Países Baixos) | Medalha de ouro   | Perseguição por equipas |
| 2018               | Apeldoorn (Países Baixos) | Medalha de prata  | Pontuação               |
| 2019               | Pruszków (Polônia)        | Medalha de bronze | Omnium                  |
| 2020               | Berlim (Alemanha)         | Medalha de ouro   | Perseguição por equipas |
| 2020               | Berlim (Alemanha)         | Medalha de prata  | Pontuação               |
| 2020               | Berlim (Alemanha)         | Medalha de prata  | Scratch                 |